# Koninklijke Vlaamse Academie van België voor Wetenschappen en Kunsten
Koninklijke Vlaamse Academie van België voor Wetenschappen en Kunsten (KVAB ; Académie royale flamande de Belgique des sciences et des arts) est l'académie des sciences et des arts de la Communauté flamande de Belgique. L'académie royale flamande est une institution autonome, indépendante et multidisciplinaire d'expression néerlandophone. Elle est l’équivalent de l'Académie royale des sciences, des lettres et des beaux-arts de Belgique, institution d'expression francophone.

## Histoire
Entre 1715 et 1794, pendant la période des Pays-Bas autrichiens, une Société littéraire a été fondée à Bruxelles en 1769 avec l'approbation de l'impératrice Marie-Thérèse d'Autriche, sur la suggestion du bibliothécaire de l'université de Louvain de l'époque, Cornelis Franciscus Nelis. Elle fut présidée, jusqu'à sa mort l'année suivante, par Karl Johann Philipp von Cobenzl, alors ministre plénipotentiaire pour les Pays-Bas autrichiens. La Société littéraire fut transformée en Keizerlijke en Koninklijke Academie van Wetenschappen en Letteren van Brussel (en français : Académie impériale et royale des sciences et des lettres de Bruxelles) en 1772. Cette « Thérésienne », comme on l'appelait communément, fut supprimée par les Français en 1792-1793, puis en 1794, mais rétablie par Guillaume Ier et élargie en 1845 à un département des arts. À partir de cette date, elle prend le nom de Koninklijke Academie voor Wetenschappen, Letteren en Schone Kunsten van België (en français : Académie royale des sciences, des lettres et des beaux-arts de Belgique). Entre-temps, une académie de médecine distincte avait été fondée en 1841. L'Académie des sciences, des lettres et des beaux-arts était francophone et comptait plusieurs membres flamands, dont Jan Frans Willems. En 1886, la Koninklijke Academie voor Nederlandse Taal- en Letterkunde (en français : Académie royale de la langue et de la littérature néerlandaises), KANTL, est fondée à Gand. Après la Première Guerre mondiale, l'Université d'État de Gand a été néerlandisée en 1930.
La loi du 28 juin 1932 sur l'emploi des langues en matière administrative réglemente le bilinguisme administratif de l'Académie belge. C'est à cette époque que le concept d'autonomie culturelle prend de l'ampleur et suscite la volonté de développer l'Académie flamande. Ainsi, l'arrêté royal du 16 mars 1938 approuve la création de la  Koninklijke Vlaamse Academie voor Wetenschappen, Letteren en Schone Kunsten (en français : Académie royale flamande des sciences, des lettres et des beaux-arts). Frans Van Cauwelaert, déjà membre du KANTL, en est le premier président. L'arrêté acte également la fondation de l'Académie royale de médecine de Belgique. Elle est présidée par Arnold Jozef Hendrix. Pour les Académies des Sciences, des Lettres et des Beaux-Arts, il en résulte une situation complexe avec, d'une part, une académie nationale, officiellement bilingue, dont les membres proviennent du Nord et du Sud du pays et, d'autre part, une académie flamande. En 1971, à la suite de la première réforme de l'État, il a été mis fin à cette situation par la création de deux académies de même niveau, l'une néerlandophone, appartenant à la Communauté culturelle néerlandaise, et l'autre francophone, appartenant à la Communauté culturelle française[4]. L'académie néerlandophone portait le nom de Koninklijke Academie voor Wetenschappen, Letteren en Schone Kunsten (KAWLSK), l'académie francophone celui d'Académie royale des sciences, des lettres et des beaux-arts de Belgique. Depuis 1999, l'académie néerlandophone s'appelle Koninklijke Vlaamse Academie van België voor Wetenschappen en Kunsten (KVAB).

## Mission
La mission principale de l'académie consiste en la promotion des travaux scientifiques et artistiques dans la Flandre et la Belgique. Elle a une activité de publication et d’aide à la recherche, qui s’exprime notamment par des prix, des concours, des colloques, des fondations et des subventions. En outre, l'académie a récemment[Quand ?] passé un accord avec les autorités de la Flandre et bénéficierait d'une aide à trois niveaux : la coopération étroite dans les quatre classes (genootschapswerking), le profilage dans l'environnement international (internationale profilering) et l'interaction sociale (maatschappelijke interactie).

## Activités
Pour remplir sa mission principale, l'académie organise des séances mensuelles des Classes et des séances annuelles quand même. Depuis 1964, la KVAB publie régulièrement de nouveaux volumes dans la collection Nationaal Biografisch Woordenboek (NBW), une collection en langue néerlandaise comparable à la Biographie nationale. Actuellement, vingt tomes ont paru. En outre, l'Académie publie notamment une collection de lettres en latin de Juste Lipse (Iusti Lipsi Epistolae).

## Composition
L'académie est divisée en quatre classes :
- Klasse Natuurwetenschappen (la Classe des sciences)
- Klasse Menswetenschappen (la Classe des sciences humaines)
- Klasse Kunsten (la Classe des arts)
- Klasse Technische Wetenschappen (la Classe de technologie).

## Membres actuels
L'académie compte quelque 400 membres se divisant en membres ordinaires, membres d'honneur et membres étrangers.

## Président et secrétaire perpétuel
Le président actuel (pendant la période 2013-2014) est Ludo Gelders, professeur em. de la Faculty of Engineering Science à la KU Leuven. Le prochain président, pendant la période 2015-2016, sera Willem Elias, professeur à la Vrije Universiteit Brussel (VUB), élu le 14 décembre 2013.
Le secrétaire perpétuel actuel, depuis le 1er septembre 2010, est Géry van Outryve d'Ydewalle. La KVAB est située dans le palais des Académies à Bruxelles.

## Relations internationales
Représentée par RASAB, la KVAB joue un rôle actif et coopèrent dans les organisations scientifiques suivantes :
- ALL European Academies (ALLEA)
- European Academies Science Advisory Council (EASAC)
- International Academy Panel (IAP)
- Conseil international pour la science (ICSU)
- Union académique internationale (UAI).

## Changement de nom
Au cours du siècle passé, l'académie a changé plusieurs fois de nom : 
- entre 1938 et 1971, l'académie s'appelait « Koninklijke Vlaamse Academie voor Wetenschappen, Letteren en Schone Kunste n»,
- entre 1971 et 1999, elle s'appelait « Koninklijke Academie voor Wetenschappen, Letteren en Schone Kunsten » (KAWLSK).
- depuis 1999 elle s'appelle « Koninklijke Vlaamse Academie van België voor Wetenschappen en Kunsten » (KVAB).